# Control Machete
Control Machete var en mexicansk hiphop-gruppe, oprindeligt fra Monterrey.
Gruppen bestod af keyboardspiller Antonio "DJ Toy Selectah" Hernandez, sanger Patricio Chapa Elizalde (også kendt som "Pato Machete") og vokalist "Fermin IV" (Fermin Caballero). Control Machete kombinerede kultur og musik fra det nordlige Mexico med hip hop, og udgjorde en del af den musikalske bevægelse kaldet Avanzada Regia.

## Diskografi

### Studioalbum
- 1996: Mucho Barato
- 1999: Artilleria Pesada presenta
- 2003: Uno, dos: Bandera

### Kompilationer
- 2002: Solo Para Fanaticos
- 2006: Eat... Breath... and... Sleep: Exitos
- 2017: Single

### Samarbejder
- 2000: Molochete - med Molotov